# Daisuke Kishio
Daisuke Kishio (岸尾 だいすけ, Kishio Daisuke, né le 28 mars 1974 à Matsusaka) est un seiyū japonais. Il est un membre de la société Haikyo. Kishio a changé son nom 大輔 en だいすけ le 1er juin 2007, mais la prononciation reste la même.

## Biographie
Daisuke Kishio est né le 28 mars 1974 et a grandi à Komaki.
Passionné par les équipements audio, les jeux vidéo (et accessoirement par le bowling et le ski), il a longtemps prêté sa voix à de célèbres jeux vidéo comme Baten Kaitos (pour le personnage de Lyude), Suikoden V (voix de Kyle) ou Enchanted Arms (voix de Atsuma).
Sa voix est aussi passée dans des anime très connus tels que Bleach dans lequel il prête sa voix au personnage de Luppi Antenor (un arrancar), mais aussi pour Junjou Romantica où il incarne le personnage de Shinobu Takatsuki.
Daisuke kishio est toujours en activité et continue de prêter sa voix à de nombreux jeux vidéo et à des anime.

## Rôles
Kyabe - Dragon ball Super
Shinobu Takatsuki - Junjou Romantica